# Alfred Gibson
George Alfred Gibson (Nottingham (Nottinghamshire), 7 d'octubre, 1849 - Idem. 21 de maig, 1924), va ser un violinista, violista i professor de música anglès.

## Biografia
Fill d'un violinista, va rebre les seves primeres lliçons a la seva ciutat natal, primer del seu pare, després d'Henry Farmer; De petit, tocava la bateria en un conjunt instrumental de la ciutat. Des dels 11 anys va actuar a Nottingham com a solista, als 12 es va provar com a primer violí en un quartet de corda, i encara d'adolescent va fer una gira per Anglaterra com a acompanyant d'una companyia d'òpera itinerant. Als 18 anys es va traslladar a Londres, trobant feina com a violinista a l'orquestra del "Prince of Wales Theatre". El 1870 es va unir a l'Orquestra de l'Òpera Italiana sota la direcció de Luigi Arditi, i va participar en l'estrena britànica de l'òpera The Flying Dutchman de Richard Wagner. De 1871 a 1883, va tocar a l'orquestra del teatre de Covent Garden.
Des de 1882, va començar la seva carrera com a intèrpret de conjunt, participant en diverses composicions de cambra sota la direcció de Joseph Joachim i Alfredo Piatti. També va participar en la sèrie de concerts semiprivats a llarg termini d'Edward Dannreuther: primer com a segon violí, després com a viola i finalment com a primer violí. L'any 1893 va ocupar el càrrec de concertista de l'orquestra de la cort, que tocava per als augusts després del sopar. Més tard també va actuar amb aquest grup com a director; en particular, va dirigir orquestres durant les coronacions d'Eduard VII (1901) i Jordi V (1910).
La carrera docent de Gibson va començar a la Universitat d'Oxford a mitjans de la dècada de 1880. El 1885, durant la visita de Camille Saint-Saëns a Anglaterra, Gibson va participar en un concert d'Oxford en el seu honor, interpretant amb el compositor la Sonata per a violí i piano núm. 10 de Ludwig van Beethoven. Després va ensenyar a la Guildhall School of Music de 1895 a 1922. Professor de la Reial Acadèmia de Música. El 1899, amb motiu del 50è aniversari de Gibson, 187 dels seus antics i actuals estudiants van encarregar conjuntament un retrat de l'heroi del dia a l'artista Herbert Olivier.
Entre els instruments que va utilitzar Gibson, va destacar el violí Stradivarius de 1713, que més tard va rebre el seu nom; de Gibson va passar a Bronislaw Huberman, a qui va ser robat el 1936 i descobert només el 1985 (entre els seus posteriors propietaris hi havia Norbert Brainin i Joshua Bell).
Estava casat amb Alice Mary Curtis, que també era violinista abans del seu matrimoni. El seu fill John Carrington Gibson va publicar una biografia del seu pare (anglès: A musician's life: Alfred Gibson; 1956).